# Château-Chinon (Campagne)
Pour les articles homonymes, voir Château-Chinon, Château (homonymie) et Chinon (homonymie).
Château-Chinon (Campagne) est une commune française située dans le département de la Nièvre, en région Bourgogne-Franche-Comté.

## Géographie

Carte de la Nièvre.

Château-Chinon (Campagne) se situe dans l'est du département, dans le massif du Morvan et fait partie de son parc naturel régional.

### Toponymie
Curieusement, jusqu'en 2008, la graphie officielle, utilisée par l’INSEE (Code officiel géographique et autres nomenclatures), le ministère de l'Intérieur, l’IGN, était Château-Chinon(Campagne) (sans espace), et de même pour la commune voisine de Château-Chinon (Ville), chef-lieu du canton et de l’arrondissement homonyme. Cet usage était toutefois peu respecté en dehors des cas mentionnés. On écrit parfois Château-Chinon-Campagne ou Château-Chinon Campagne.
Depuis l'établissement du Code officiel géographique de 2009, la graphie officielle de la commune est Château-Chinon (Campagne) (avec une espace).

### Hydrographie
Le territoire de la commune est traversé par deux rivières et trois ruisseaux :
- l'Yonne ;
- le Garat (affluent du Guignon) ;
- le ruisseau la Faye (affluent du Garat) ;
- le ruisseau le Chaz (affluent de l'Yonne) ;
- le ruisseau le Touron (affluent de l'Yonne).

### Communes limitrophes
Les communes limitrophes sont  Arleuf, Château-Chinon, Corancy, Fâchin, Saint-Hilaire-en-Morvan et Saint-Léger-de-Fougeret.

### Climat
Pour des articles plus généraux, voir Climat de la Bourgogne-Franche-Comté et Climat de la Nièvre.
En 2010, le climat de la commune est de type climat de montagne, selon une étude du Centre national de la recherche scientifique s'appuyant sur une série de données couvrant la période 1971-2000. En 2020, Météo-France publie une typologie des climats de la France métropolitaine dans laquelle la commune est exposée à un climat océanique altéré et est dans une zone de transition entre les régions climatiques « Lorraine, plateau de Langres, Morvan » et « Centre et contreforts nord du Massif Central ». 
Pour la période 1971-2000, la température annuelle moyenne est de 10,2 °C, avec une amplitude thermique annuelle de 16,5 °C. Le cumul annuel moyen de précipitations est de 1 315 mm, avec 14,4 jours de précipitations en janvier et 9,2 jours en juillet. Pour la période 1991-2020, la température moyenne annuelle observée sur la station météorologique de Météo-France la plus proche, « Chateau Chinon », sur la commune de Château-Chinon (Ville) à 0 km à vol d'oiseau, est de 10,5 °C et le cumul annuel moyen de précipitations est de 1 252,3 mm. 
La température maximale relevée sur cette station est de 38,8 °C, atteinte le 25 juillet 2019 ; la température minimale est de −21,3 °C, atteinte le 10 février 1956,,. 
Les paramètres climatiques de la commune ont été estimés pour le milieu du siècle (2041-2070) selon différents scénarios d'émission de gaz à effet de serre à partir des nouvelles projections climatiques de référence DRIAS-2020. Ils sont consultables sur un site dédié publié par Météo-France en novembre 2022.

## Urbanisme

### Typologie
Au 1er janvier 2024, Château-Chinon (Campagne) est catégorisée commune rurale à habitat très dispersé, selon la nouvelle grille communale de densité à sept niveaux définie par l'Insee en 2022.
Elle est située hors unité urbaine et hors attraction des villes,.

### Occupation des sols
L'occupation des sols de la commune, telle qu'elle ressort de la base de données européenne d’occupation biophysique des sols Corine Land Cover (CLC), est marquée par l'importance des territoires agricoles (50,1 % en 2018), en diminution par rapport à 1990 (51 %). La répartition détaillée en 2018 est la suivante : forêts (48,2 %), prairies (47,9 %), zones agricoles hétérogènes (2,2 %), zones urbanisées (1,7 %). L'évolution de l’occupation des sols de la commune et de ses infrastructures peut être observée sur les différentes représentations cartographiques du territoire : la carte de Cassini (XVIIIe siècle), la carte d'état-major (1820-1866) et les cartes ou photos aériennes de l'IGN pour la période actuelle (1950 à aujourd'hui).

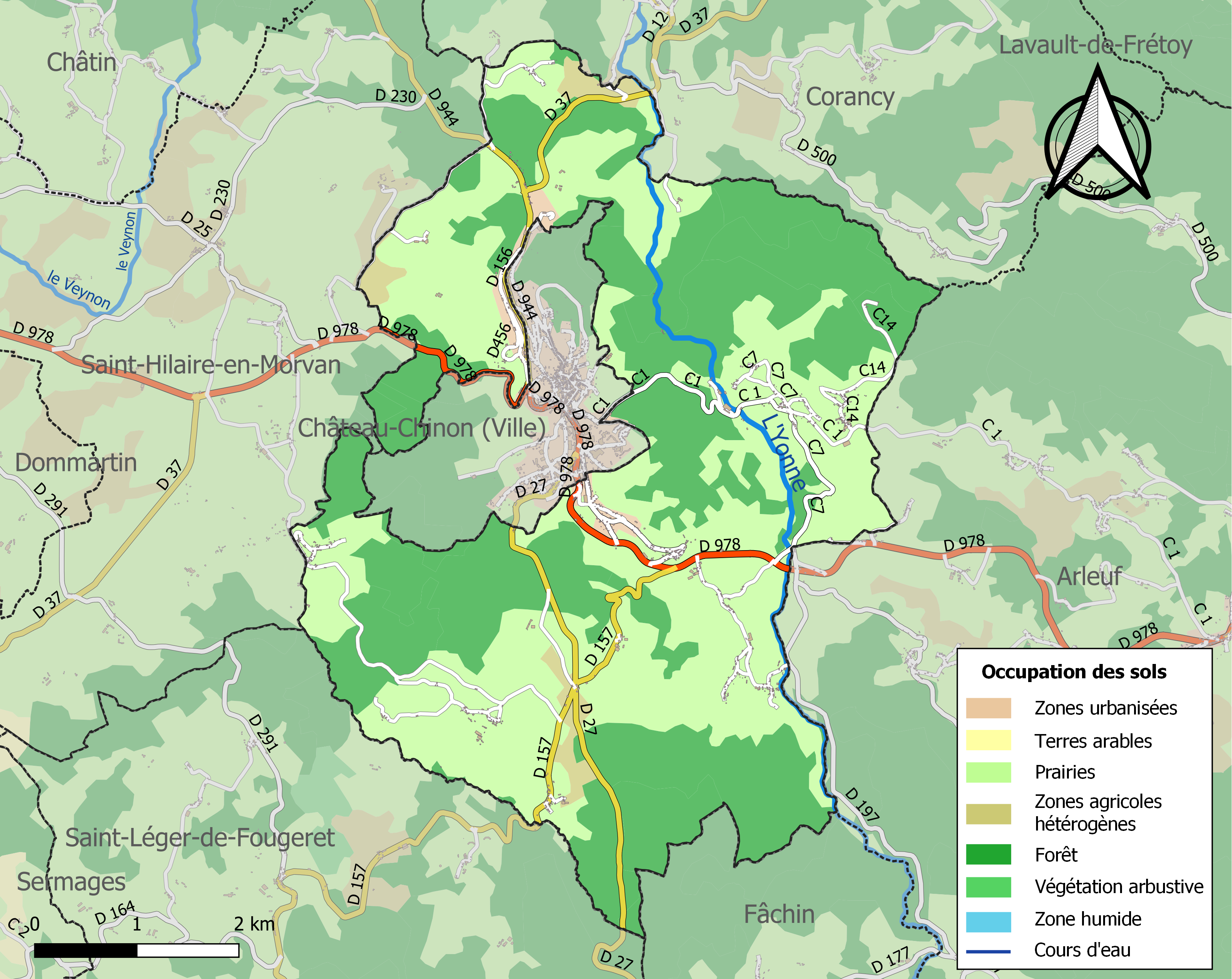
Carte des infrastructures et de l'occupation des sols de la commune en 2018 (CLC).

## Histoire
L'histoire de Château-Chinon (Campagne) est à rapprocher de celle de la commune voisine de Château-Chinon (Ville).
En effet, c'est en 1792 que la commune initiale de Château-Chinon fut divisée en deux communes administratives distinctes.

### Héraldique
| Blason | Blasonnement : « D'azur à un chêne au naturel sur une terrasse d'or. » Commentaires : Château-Chinon (Ville) et Château-Chinon (Campagne) ne formant qu'une seule entité avant la Révolution française, elles partageaient les mêmes armoiries. |

## Politique et administration
Château-Chinon (Campagne) est constituée de plusieurs lieux-dits situés tout autour de la commune de Château-Chinon (Ville) : Précy, les Mouilleferts, Planchotte, le Pont-Charrot, Montbois, Vermenoux...
Château-Chinon (Campagne) est une commune qui partage avec Demi-Quartier (Haute-Savoie) ; Pourcharesses (Lozère) ; Le Malzieu-Forain (Lozère) ; Turquestein-Blancrupt (Moselle) ; Taillepied (Manche) ; Rouvres-sous-Meilly (Côte-d'Or) ; Le Plessis-Patte-d'Oie (Oise), la particularité d'avoir sa mairie située sur une autre commune : elle se trouve au 3 rue Gambetta en face de la sous-préfecture de Château-Chinon (Ville) .
| Période                                  | Période      | Identité        | Étiquette | Qualité |
| ---------------------------------------- | ------------ | --------------- | --------- | ------- |
| 1908                                     | 1919         | François Michot |           |         |
| 1919                                     | 1929         | Louis Bondoux   |           |         |
| 1929                                     | 1945         | Léon Bondoux    |           |         |
| 1945                                     | 1953         | Louis Moreau    |           |         |
| 1953                                     | 1971         | Louis Bonnet    |           |         |
| 1971                                     | 1977         | Charles Bondoux |           |         |
| 1977                                     | 1989         | Lucien Girard   |           |         |
| mars 1989                                | 27 mars 2015 | Pierre Breugnot |           |         |
| 12 juin 2015                             | En cours     | Brigitte Gaudry |           |         |
| Les données manquantes sont à compléter. |              |                 |           |         |

## Économie
Le revenu fiscal médian par ménage était en 2006 de 17 014 €, ce qui place Château-Chinon (Campagne) au 10 946e rang parmi les 30 687 communes de plus de 50 ménages en métropole.

## Population et société

### Démographie

#### Évolution démographique
L'évolution du nombre d'habitants est connue à travers les recensements de la population effectués dans la commune depuis 1793. Pour les communes de moins de 10 000 habitants, une enquête de recensement portant sur toute la population est réalisée tous les cinq ans, les populations de référence des années intermédiaires étant quant à elles estimées par interpolation ou extrapolation. Pour la commune, le premier recensement exhaustif entrant dans le cadre du nouveau dispositif a été réalisé en 2006.

En 2022, la commune comptait 555 habitants, en stagnation par rapport à 2016 (Nièvre : −3,28 %, France hors Mayotte : +2,11 %).
| 1793  | 1800  | 1806  | 1821  | 1831  | 1836  | 1841  | 1846  | 1851  |
| ----- | ----- | ----- | ----- | ----- | ----- | ----- | ----- | ----- |
| 1 214 | 1 577 | 1 495 | 1 302 | 1 339 | 1 440 | 1 776 | 1 762 | 1 835 |

| 1856  | 1861  | 1866  | 1872  | 1876  | 1881  | 1886  | 1891  | 1896  |
| ----- | ----- | ----- | ----- | ----- | ----- | ----- | ----- | ----- |
| 1 771 | 1 748 | 1 804 | 1 438 | 1 444 | 1 482 | 1 494 | 1 592 | 1 541 |

| 1901  | 1906  | 1911  | 1921 | 1926 | 1931 | 1936  | 1946 | 1954 |
| ----- | ----- | ----- | ---- | ---- | ---- | ----- | ---- | ---- |
| 1 435 | 1 327 | 1 181 | 981  | 900  | 937  | 1 019 | 947  | 905  |

| 1962 | 1968 | 1975 | 1982 | 1990 | 1999 | 2006 | 2011 | 2016 |
| ---- | ---- | ---- | ---- | ---- | ---- | ---- | ---- | ---- |
| 877  | 774  | 735  | 732  | 710  | 683  | 627  | 604  | 555  |

| 2021 | 2022 | - | - | - | - | - | - | - |
| ---- | ---- | - | - | - | - | - | - | - |
| 552  | 555  | - | - | - | - | - | - | - |

#### Pyramide des âges
La population de la commune est relativement âgée.
En 2018, le taux de personnes d'un âge inférieur à 30 ans s'élève à 17,8 %, soit en dessous de la moyenne départementale (27,7 %). À l'inverse, le taux de personnes d'âge supérieur à 60 ans est de 45,8 % la même année, alors qu'il est de 37,0 % au niveau départemental.
En 2018, la commune comptait 257 hommes pour 289 femmes, soit un taux de 52,93 % de femmes, légèrement supérieur au taux départemental (51,89 %).
Les pyramides des âges de la commune et du département s'établissent comme suit.
| Hommes | Classe d’âge | Femmes |
| ------ | ------------ | ------ |
| 1,1    | 90 ou +      | 2,4    |
| 9,7    | 75-89 ans    | 15,3   |
| 35,2   | 60-74 ans    | 27,8   |
| 24,9   | 45-59 ans    | 22,5   |
| 12,2   | 30-44 ans    | 13,4   |
| 9,8    | 15-29 ans    | 7,7    |
| 7,1    | 0-14 ans     | 10,8   |

| Hommes | Classe d’âge | Femmes |
| ------ | ------------ | ------ |
| 1,1    | 90 ou +      | 3,2    |
| 10,5   | 75-89 ans    | 14,3   |
| 23,3   | 60-74 ans    | 23,5   |
| 20,5   | 45-59 ans    | 19,4   |
| 15,2   | 30-44 ans    | 14,4   |
| 14,8   | 15-29 ans    | 12,1   |
| 14,7   | 0-14 ans     | 13,2   |

## Transports
La commune était desservie par la ligne Tamnay-Châtillon - Château-Chinon. Le trafic voyageur a cessé en 1938 et la ligne ne sert plus qu'à des transports de marchandises occasionnels.

### Le tacot du Morvan
Au début du XXe siècle, la commune était desservie en différents lieux-dits par une des lignes du Tacot du Morvan : le chemin de fer d'Autun à Château-Chinon.
À compter du 28 août 1904, Château-Chinon (Campagne) disposait de deux arrêts dans le sud de la commune, à Précy et à Vermenoux.
À partir du 1er juin 1905, la ligne fut prolongée et le terminus, situé à Château-Chinon (Ville) depuis août 1904, se trouva alors à l'ouest de Château-Chinon (Campagne), au niveau de la gare terminus de la ligne PLM qui rejoint Tamnay-en-Bazois.
Le trafic voyageurs fut stoppé le 31 juillet 1931, remplacé par un service d'autocars. La ligne, fermée définitivement en 1936, fut démontée entièrement en 1939.

## Lieux et monuments
- Chapelle Saint-Roch, au lieu-dit Montbois, bâtie en 1588 et offerte à la commune le 26 février 1859 par le comte Édouard de Saint-Phalle[23].

## Personnalités liées à la commune
- Lucien Olivier, (1919-1994), médecin et archéologue, natif.